# Federazione di baseball e softball dell'Islanda
La Federazione islandese di baseball e softball (isl. Hafna- og Mjúkboltaband Íslands) è un'organizzazione fondata nel 2009 per governare la pratica del baseball e del softball in Islanda.
Organizza il campionato maschile e di softball femminile, e pone sotto la propria egida la nazionale maschile e di softball femminile.